# Drôleri
Drôlerie (af fransk drôle skælm, spøgefugl, slubbert, drôlerie pudsighed, spøg, farce) er benævnelse på skitsemæssige fremstillinger i middelalderens miniaturmaleri af fabelvæsener, skikkelser, halvt dyr, halvt mennesker og lignende. Drôlerier ses også på kalkmalerier og inventar i kirker og som bygningsornamenter.

## Galleri
| Drôlerier i manuskripter                               |
| - Fra Rylands Haggada - Fra tidebog - Fra spansk bibel |

| Kalkmalerier |
| - Smørum Kirke,figur i kor 1. fag sydkappe - Bjørne og grise i Sankt Pouls Kirke, Bornholm - Djævle i Højelse Kirke |